# Westport (Massachusetts)
Westport est une ville du comté de Bristol dans le Massachusetts aux États-Unis.

## Histoire
La ville tient ses origines de la colonie de la baie du Massachusetts. Elle est fondée en 1670 pour compléter Dartmouth.
Paul Cuffe et sa femme s'y établissent entre la fin du XVIIIe et le début du XIXe siècle. Abolitionniste et homme d'affaires, il y développe un chantier naval sur les rives de la Westport River (en). Devenu l'un des hommes de couleur libres les plus riches des États-Unis, il va ensuite aidé à réinstaller des Noirs libérés en Sierra Leone.

## Géographie
La commune de Westport est située à environ 97 kilomètres (60 miles) au sud de la ville de Boston. Elle est entourée de la commune de Dartmouth à l'est et au nord-est, de la Baie de Buzzards au sud, de la ville de Fall River au nord et au nord-ouest, ainsi que des communes de Tiverton et Little Compton à l'ouest, ces deux dernières appartenant à l’État frontalier du Rhode Island.

## Personnalités
- Paul Cuffe (1759-1817), homme d'affaires, y est mort ;
- Clifford Warren Ashley (1881-1947), peintre, y est mort ;
- Black Francis (1965- ), chanteur et guitariste des Pixies ;
- Kelly Albanese (1977- ), actrice, y est née.